# Mycerinodes lettow-vorbecki
Mycerinodes lettow-vorbecki là một loài bọ cánh cứng trong họ Cerambycidae.